# مارك إ. فوكس
مارك إربي «مرت» فوكس (بالإنجليزية: Mark Irby "MRT" Fox)‏ (ولد في 1 مارس 1956 أبيلين، تكساس، الولايات المتحدة) لواء في البحرية الأمريكية الذي كان يشغل منصب نائب قائد القيادة المركزية الأمريكية قبل تقاعده في 22 أبريل 2016. قبل أن يتولى مهام منصبه في القيادة المركزية الأمريكية شغل منصب نائب رئيس العمليات البحرية للعمليات والخطط والاستراتيجية وقائد القيادة المركزية للقوات البحرية الأمريكية وقائد الأسطول الخامس الأمريكي. كما شغل سابقا منصب قائد مركز الإضرابات البحرية والحرب الجوية في محطة فالون الجوية في فالون بنيفادا ورئيس قسم الاتصالات الملحق بالسفارة الأمريكية في بغداد بالعراق.
في أكتوبر 2006 أكمل فوكس جولة كونه نائب مساعد لرئيس ومدير المكتب العسكري للبيت الأبيض المسؤول عن الإشراف على جميع أشكال الدعم العسكري للرئيس. كما شغل منصب نائب مدير المنظمة العالمية للأرصاد الجوية لمدة 18 شهرا قبل تولي مسؤولياته كمدير للمنظمة في يناير 2005.
خلال مسيرته حلق فوكس في طائرتي إيه-7 كورسير وإف/إيه-18 هورنت في أكثر من 100 طلعة قتالية وطارئة قبالة سواحل لبنان وليبيا والبلقان والعراق.
من بين طلعاته القتالية تسجيل أول حالة إسقاط لطائرة ميكويان في عملية عاصفة الصحراء قبل اسقاط قنابله على مطار غربي العراق في 17 يناير 1991 وقيادة ضربة «الصدمة والرعب» الخاصة بغزو العراق في 21 مارس 2003.